# Schleuse Neukölln
Die Schleuse Neukölln ist die einzige im Bereich des Wasserstraßen- und Schifffahrtsamtes Spree-Havel in Berlin, die nicht von dieser Bundesbehörde, sondern von der Stadt Berlin verwaltet wird. Sie befindet sich am Kilometer 3,30 des Neuköllner Schifffahrtskanals. Zuständig ist die Senatsverwaltung Berlin, Bezirksamt Neukölln.

## Geschichte
Zwischen 1902 und 1905 wurde der Rixdorfer Stichkanal gebaut. Er zweigte kurz vor dem Unterwasser der Oberschleuse am nahezu rechtwinkligen Knick des Landwehrkanals nach Süden ab. In einer Länge von etwa 1,9 km verlief er bis zum Städtischen Gaswerk an der Teupitzer Brücke und ermöglichte die Versorgung desselben mit Kohle. Der Umbau des Rixdorfer Stichkanals zum Neuköllner Schifffahrtskanal in den Jahren 1912/1913 vom Stich- zum Verbindungskanal zwischen Teltowkanal und Landwehrkanal machte zur Überwindung der Wasserspiegeldifferenz zwischen den Kanälen den Bau einer weiteren Schleuse notwendig. Errichtet wurde eine einfache Kammerschleuse mit massiven Schleusenhäuptern. Die schrägen, böschungsartigen Kammerwände der Schleuse wurden gepflastert. Die nutzbare Kammerbreite betrug 27,40 m und die nutzbare Länge 67,00 m. Die Torbreite wurde mit 8,50 m angegeben. Die Differenz zwischen Ober- und Unterwasser beträgt im Mittel nur 14 cm. Die Schleusenkammer wurde durch unter Wasser liegende Schützen geleert beziehungsweise gefüllt. Die Bedienung erfolgte ebenfalls manuell durch einen Schleusenmitarbeiter. Es konnten somit gleichzeitig drei Groß-Plauer Maßkähne geschleust werden. Die Stemmtore der Schleusenkammer wurden vom Schleusenpersonal per Hand bedient. Im Jahr 1960 kollidierte ein Motorschiff mit einem Schleusentor. Infolge der Kollision und der daraus resultierenden Schäden an Tor und Schleuse wurde sie gesperrt.
Wegen der geringen Fallhöhe wurde auch erwogen, die Schleuse komplett abzureißen. Dazu hätte aber der Wasserstand des Landwehrkanals angehoben werden müssen und viele Fahrgastschiffe auf der beliebten Stadtstrecke hätten aufgrund der sich verringernden Brückendurchfahrtshöhen den Kanal nicht mehr passieren können.
Der Senat von Berlin entschloss sich daher zu größeren Umbaumaßnahmen. Die Bauform der Schleuse wurde verändert zu einer modernen Kammerschleuse. Die Schleuse wurde elektrifiziert, bekam Signal- und Beleuchtungsanlagen und die Tore elektrische Antriebe. Acht Jahre später entstand ein zentraler Bedienstand in einem neu gebauten Schleusenmeistergebäude.
In den Jahren 2000/2001 wurde die Schleuse grundlegend instand gesetzt und automatisiert, sodass sie von den Bootsführern selbst bedient werden kann. Außerdem erfolgt seitdem das Füllen und Leeren durch die Toröffnungen und nicht mehr unterirdisch.

## Karten
- Folke Stender: Redaktion Sportschifffahrtskarten Binnen 2. Nautische Veröffentlichung Verlagsgesellschaft, ISBN 3-926376-10-4. S. 43